# Vlag van Kollumerpomp

Vlag van Kollumerpomp

De vlag van Kollumerpomp is de dorpsvlag van het Nederlandse dorp Kollumerpomp, in de Friese gemeente Noardeast-Fryslân. De vlag werd in 1976 geregistreerd.
De dorpsvlaggen van 14 dorpen in Kollumerland en Nieuwkruisland werden in de jaren 1969/70 tot stand gekomen in overleg met de Fryske Rie foar Heraldyk en de heren Minnema, Keune en Offringa, leden van de Geakunde Commissie van Kollumerland en Nieuwkruisland In de ontwerpperiode hebben de besturen van de Plaatselijk Belang-organisaties in elk van de dorpen, de ontwerpen besproken, en goedgekeurd of verworpen, in welk laatste geval een nieuw ontwerp werd aangeboden.

## Beschrijving
De beschrijving van de vlag is als volgt:
Banen wit-blauw, met op het wit een rode zespuntige ster, één punt wijzend naar de bovenzijde.
De kleuren zijn afkomstig van het dorpswapen.

## Symboliek

Zespuntige ster: ontleend aan het wapen van Kollumerland en Nieuwkruisland.